# 姜堰区
姜堰区（きょうえん-く）は中華人民共和国江蘇省泰州市に位置する市轄区。

## 行政区画
- 街道:羅塘街道、三水街道、天目山街道、梁徐街道
- 鎮:溱潼鎮、蔣垜鎮、顧高鎮、大埨鎮、張甸鎮、淤渓鎮、白米鎮、婁荘鎮、兪垜鎮